# Alcimochthes melanophthalmus
Alcimochthes melanophthalmus är en spindelart som beskrevs av Simon 1903. Alcimochthes melanophthalmus ingår i släktet Alcimochthes och familjen krabbspindlar.
Artens utbredningsområde är Vietnam. Inga underarter finns listade i Catalogue of Life.